# La Força d'Alins
El Casal dels Castellarnau o La Força d'Alins fou una fortificació medieval de la vila d'Alins, en el terme municipal homònim, a la comarca del Pallars Sobirà.

## Descripció
Era damunt i a llevant del poble, en el lloc conegut actualment com a Castellolia, a prop, damunt i a llevant de la casa-castell dels Castellarnau, coneguda també com a lo Colomer, la casa pairal més antiga de la vila.
És una construcció de planta, dos pisos i golfes sota coberta, que conforma una estructura prismàtica en la qual no domina un eix vertical absolut, ja que els seus espais es troben força desenvolupats. Les obertures, de dimensions considerables, conserven encara els enreixats de quan servia com a presó. Els materials utilitzats i la teulada piramidal de llicorella denoten l'adscripció geogràfica de l'edifici, que es pot classificar en funció d'aquest tipus de context, abans de deduir-ne paràmetres per a un correcte emplaçament de caràcter estilístic i cronològic.

## Història
La força d'Alins compartí història amb els altres castells de la Vall Ferrera (Araós, Àreu i Tor, almenys), per la qual cosa fou inclòs en un dels quarters del Vescomtat de Castellbò, i el 1518 fou arrasat, juntament amb aquests altres castells, de resultes de la invasió gascona que sofrí la Vall Ferrera. Pertany el 1519 una descripció de la vila escrita per Pere Tragó, que diu: la vila d'Alins té dues parts. Una és la vila de baix, al pla, prop la Noguera; és formada de cases sense muralla. L'altra és la fortalesa, la qual està dalt de tot d'un tossalet, situada sobre la roca. Era fortalesa molt bona, i les cases d'aquella muralla, que fou desportalada i la torre i la muralla tirades a terra per manament del Duc de Cardona, qui vingué a assaltar la fortalesa i la recobrà de poder dels gascons.
El castell fou totalment arrasat, i en bona part les seves pedres serviren per a enfortir les cases pairals d'Alins a l'edat moderna.
Cal Coix, l'antiga i forta casa pairal dels Castellarnau d'Alins, que foren senyors de nombroses fargues de Vall Ferrera actives fins a finals del segle xviii. La nissaga dels Castellarnau sembla ésser originària de la Ribalera on existía el castell. Josep Antoni de Castellarnau, cavaller de la Cort de Madrid i propulsor de la construcció del port de Tarragona utilitzant el ferro de la Vall Ferrera, que fou també diputat a les Corts de Cadis i batlle de Tarragona, era fill d'un cabaler d'aquesta casa La torre anomenada el Colomer, fou utilitzada durant molts anys com a presó, el 1670 sabem que encara tenia aquesta funció.